# Presidentvalet i Belarus 2020
Ett presidentval hölls i Belarus den 9 augusti 2020. Aleksandr Lukasjenko utropades som valets segrare, men valet omgärdades av förmodat valfusk. Strax före och efter valet startade omfattande protester i landet. På grund av omständigheterna runt presidentvalet meddelade EU att man inte accepterar valresultatet och att man inför sanktioner mot landets politiska elit.
Svjatlana Tsichanoŭskaja anses ha varit den legitima vinnaren av valet. I samband med valet förde Tsichanoŭskaja sina barn till Litauen, till följd av hot som hon hade tagit emot. Hon blev frihetsberövad i sju timmar efter valet och lämnade därefter landet i exil. Sedan tidigare är hennes make, Siarhej Tsichanoŭskij, dömd till 18 års fängelse i Belarus efter att ha ställt upp i valet.

## Kandidater

### Registrerade kandidater
För att bli godkänd måste varje kandidat uppfylla särskilda kriterier: 
- Man ska bli nominerad skriftligen av minst 100 000 invånare. [9]
- Man ska även skicka in en ansökan om en initiativgrupp som består av minst 100 personer. [9]

Nedan finns en lista med de kandidater som formellt uppfyllde kraven för att bli registrerad vid presidentvalet.
| Kandidat                 | Sysselsättning                                                                   | Typ av nominering                           | Ansökan datum    | Initiativgrupp registreringsdatum | Initiativgruppens storlek |
| ------------------------ | -------------------------------------------------------------------------------- | ------------------------------------------- | ---------------- | --------------------------------- | ------------------------- |
| Aleksandr Lukasjenko     | Belarus sittande president                                                       | Självnominerad                              | 17 november 2019 | 15 maj 2020                       | 11 480                    |
| Siarhei Cherachen        | Ordförande för Belarusiska socialdemokratiska församlingen                       | Belarusiska socialdemokratiska församlingen | 11 januari 2020  | 20 maj 2020                       | 1 127                     |
| Hanna Kanapatskaja       | Medlem av parlamentet (2016-2019)                                                | Självnominerad                              | 12 maj 2020      | 20 maj 2020                       | 1 314                     |
| Andrej Dzmitryeu         | Rörelsen Tala sannings vice ordförande                                           | Гавары праўду Havary Praudu (Tala sanning)  | 8 maj 2020       | 20 maj 2020                       | 2 399                     |
| Svjatlana Tsichanouskaja | Politiker, oppositionsledare, översättare, och medlem i Belarus koordinationsråd | Självnominerad                              | 15 maj 2020      | 20 maj 2020                       | 247                       |

### Icke godkända kandidater
- Viktar Babaryka – före detta ordförande av Management Board of OJSC Belgazprombank.
  - Den 14 juli röstade CEC anonymt om att inte godkänna Babarykas registrering eftersom han påstods vara opålitlig i sin redovisning om inkomster och fastighetsdeklaration.

- Valery Tsepkalo – grundare och före detta direktör (2005–2017) av Belarus högteknologiska park.
- Siarhej Tsichanoŭskij – politiker och YouTube-vloggare
- Juri Hantsevitj – jordbrukare och bloggare
- Juras Hubarevitj – ledare av rörelsen For Freedom
- Volha Kavalkova
- Mikalai Kazlou
- Natallia Kisel - entreprenör
- Vladimir Nepomnyasjtjich
- Ales Tabolitj

### Återkallade kandidaturer
- Alena Anisim
- Aleh Gaidukevitj

### Tackade nej till kandidatur
- Siarhei Skrabets
- Mikola Statkevitj
- Aliaksei Janukevitj

### Insamling av namnunderskrifter
| Kandidat                 | Namnunderskrifter insamlade | Namnunderskrifter insamlade | Namnunderskrifter insamlade | Namnunderskrifter insamlade | Namnunderskrifter som överlämnats | Namnunderskrifter som godkänts |
| Kandidat                 | 28 maj                      | 4 juni                      | 8 juni                      | 19 juni                     | Namnunderskrifter som överlämnats | Namnunderskrifter som godkänts |
| ------------------------ | --------------------------- | --------------------------- | --------------------------- | --------------------------- | --------------------------------- | ------------------------------ |
| Viktar Babaryka          | 51 259                      | 82 519                      | 167 001                     | 435 119                     | 367 179                           | 165 744                        |
| Siarhei Tjeratjen        | 20 247                      | 52 991                      | 74 382                      | 153 764                     | 149 750                           | 143 109                        |
| Andrei Dmitriyeu         | 14 118                      | 36 475                      | 59 975                      | 112 950                     | 110 754                           | 106 841                        |
| Anna Kanapatskaja        | 12 483                      | 36 432                      | 72 864                      | 159 728                     | 151 631                           | 146 588                        |
| Natallia Kisel           | 37 235                      | 62 470                      | 73 941                      | 108 705                     | N/A                               | N/A                            |
| Aleksandr Lukasjenko     | 199 752                     | 499 256                     | 998 760                     | 1 997 520                   | 1 958 800                         | 1 939 572                      |
| Valerij Tsepkalo         | 19 807                      | 54 828                      | 118 456                     | 212 412                     | 158 682                           | 75 249                         |
| Svjatlana Tsichanoŭskaja | 1 567                       | 1 567                       | 59 774                      | 145 322                     | 109 479                           | 104 757                        |